# Раманантоанина, Ни Авана
Ни Авана Раманантуанина (малаг. Ny Avana Ramanantoanina; 1891—1940) — один из самых знаменитых мастеров художественной литературы Мадагаскара. В основном известен своими стихами, но также писал рассказы и пьесы. Писал в колониальный период и считается первым малагасийским писателем, который вплетал в свои работы политические послания. Ни Авана писал в основном на малагасийском языке.
Был членом секретной националистической организации Vy Vato Sakelika и был сослан на Майотту на Коморских островах, когда организация была запрещена французскими колониальными властями в 1917 году. Его сочинения были впоследствии запрещены и не переиздавались до 1980-х годов на Мадагаскаре. В результате его произведения относительно менее известны в международных литературных кругах, чем произведения Рабеаривело.

## Биография
Раманантуанина родился в 1891 году в Амбатуфуци, пригороде Антананариву в центральном Мадагаскаре, в семье, принадлежавшей к бывшей аристократии Мерины, распавшейся после французской колонизации в 1896 году. После завершения образования в частной протестантской школе Раманантуанина начал писать и публиковать свои работы в нескольких местных литературных журналах в возрасте 16 лет под псевдонимом Ny Avana (Радуга). Он обрёл популярность благодаря своей ранней публикации «Chant de fiancailles» («Песня о свадьбе») в 1907 году.
Раманантуанина был одним из первых поколений малагасийских поэтов, которые попытались разработать структуру и теорию поэзии на малагасийском языке, которые более поздние поколения малагасийских литературных художников назвали Ny Mpanoratra zokiny (Старшие). Его работы основывались на традиционной малагасийской поэтической форме хайнтени, объединяя стандартные характеристики, такие как embona (ностальгия) и hanina (тоска), в его стихи как средство содействия единству малагасийского народа и поощрения возврата к традиционным ценностям.
После возвращения из ссылки на Коморских островах в 1922 году он был лишён возможности сделать прибыльную карьеру в колониальном правительстве, и вместо этого зарабатывал на скромную жизнь клерком в книжном магазине столицы. Его работы в этот период всё больше характеризовались темами разочарования. Раманантуанина основал литературное движение под названием Mitady ny Very (Поиск утраченных ценностей), а 5 августа 1931 года запустил литературный журнал под названием Fandrosoam-baovao (Новый прогресс) с коллегами-писателями Жаном-Жозефом Рабиаривелу и Чарльзом Радзуэлисулу.
Умер в 1940 году в Антананариву.
После обретения национальной независимости в 1960 году его сочинения были продвинуты на национальном уровне как свидетельство националистических настроений малагасийской элиты в Антананариву во время колонизации. Именем Ни Аваны названа улица в Антананариву.